# Зызыкин, Михаил Валерианович
Михаил Валерианович Зызыкин (1880 — 29 июля 1960, Аргентина) — русский историк, правовед, публицист.

## Биография
Образование получал в Императорском Московском университете, в 1911 году стал приват-доцентом. В 1921 году эмигрировал в Турцию, после перебрался в Рим, а затем в Софию. Преподавал в Софийском университете до 1929 года. В 1929 году устроился в Варшавский университет, состоял в нём профессором православного богословского факультета на кафедре православной социологии и канонического права. В эмиграции Зызыкин активно участвовал в монархическом движении и церковной жизни, был избран членом Международной Академии христианских социологов. Когда началась Вторая мировая война, Зызыкин уехал в Аргентину, где сотрудничал с газетой И. Л. Солоневича «Наша страна». Там же он и умер от разрыва сердца 29 июля  1960 года.
В своих исторических и юридических трудах Зызыкин рассматривал русскую историю с монархической точки зрения, обосновывал законность и механизмы существования монархии в России.

## Труды
- Царская власть и Закон о престолонаследии в России. София, 1924.
- Патриарх Никон — его государственные и канонические идеи. Варшава, 1931. Т. I—II; 1939. Т. III.
- Функция церковной власти. Епископ как её орган. Варшава, 1931.
- Церковный канон и право государства в замещении епископских кафедр. Варшава, 1931.
- О каноническом положении правящего епископа и областного первоиерарха-предстоятеля в Православной Церкви. Варшава, 1939.
- Международное обращение и положение в нем человеческой личности. Варшава, 1934.
- Церковь и международное право. Варшава, 1938.
- Тайна Александра I. Буэнос-Айрес, 1952.
- Император Николай I и военный заговор 14 декабря 1825 года. Буэнос-Айрес, 1958.
- Зызыкин М.В. Царская власть и закон о престолонаследии. — Москва ; Берлин: Директ-Медиа, 2021. — 185 с. — ISBN 978-5-4499-1785-0.